# Georgia Hirst

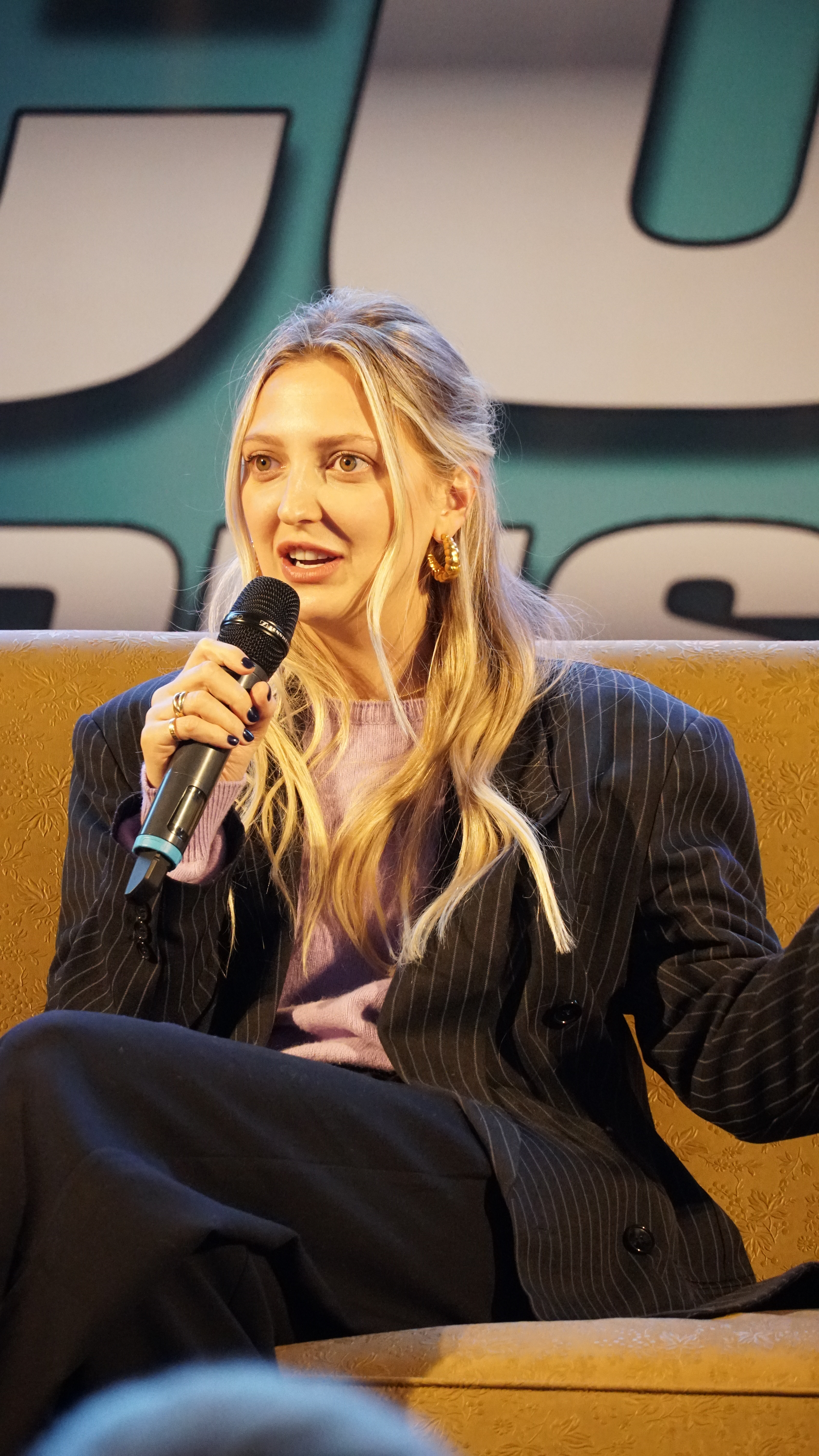
Georgia Hirst, 2022

Georgia Hirst (* 26. Dezember 1994 in Oxford) ist eine britische Filmschauspielerin, die vor allem für ihre Rolle als Torvi in der kanadisch-irischen Fernsehserie Vikings bekannt ist.

## Leben
Georgia Hirst ist die jüngere Tochter des Produzenten und Schriftstellers Michael Hirst und die Schwester von Maude Hirst. Sie besuchte das Drama Centre London. Ab der zweiten Staffel 2014 spielte sie in der Serie Vikings als Torvi mit. 2018 spielte sie Becky in der Horror-Komödie Ravers. 2020 spielte sie Grace in der britischen Romantik-Komödie Five Dates.

## Filmografie (Auswahl)
- 2014–2020: Vikings (Fernsehserie, 63 Folgen)
- 2018: Ravers
- 2020: Five Dates